# لوكاس جورنا دواث
لوكاس جورنا دواث (مواليد 5 أغسطس 2003) هو لاعب كرة قدم فرنسي يلعب في مركز خط الوسط في نادي ريد بل سالزبورغ.

## روابط خارجية
- لوكاس جورنا دواث على موقع الاتحاد الأوربي (الإنجليزية)
- لوكاس جورنا دواث على موقع قاعدة بيانات كرة القدم.إي يو (الإنجليزية)
- لوكاس جورنا دواث على موقع ليكيب (الفرنسية)
- لوكاس جورنا دواث على موقع Soccerbase.com (لاعب) (الإنجليزية)
- لوكاس جورنا دواث على موقع Soccerway.com (الإنجليزية)
- لوكاس جورنا دواث على موقع عالم كرة القدم.نت (الإنجليزية)
- لوكاس جورنا دواث على موقع AS.com (الإسبانية)